# La Rochette (Altos-Alpes)
La Rochette é uma comuna francesa na região administrativa da Provença-Alpes-Costa Azul, no departamento de Altos-Alpes. Estende-se por uma área de 10,34 km². Em 2010 a comuna tinha 479 habitantes (densidade: 46,3 hab./km²).